# سیستم هاندن شوجو
سیستم هاندن شوجو، (به ژاپنی: 公地公民制 こうちこうみんせい) قانونی الگوبرداری شده از سیستم زمین-برابر (均田法) چینی دودمان تانگ بود. به سیستم حقوقی مربوط به اعطای و تطبیق حق کشت زمین‌های کشاورزی ملی (هاندا) اشاره دارد که تحت سیستم ریتسوریو ژاپن اجرا می‌شد.
این سیستم را سیستم هاندن شوجو یا سیستم هاندن می‌نامند. این یکی از سیستم‌های اصلی سیستم ریتسوریو است و از اواخر دوره آسوکا تا اوایل دوره هی‌آن اجرا شد. این بر اساس سیستم حکومت سلسله تانگ ایجاد شد.
طبق قانون یورو، قانون صدور زمین، عمدتاً مزارع برنج، متعلق به دولت را برای همه مردان و زنان ژاپنی که به سن ۶ سالگی رسیده بودند، پیش‌بینی شده بود. این سهم به خانواده ای که شخص به آن منصوب شده بود منتقل شد و پس از فوت این شخص به دولت برگشت. اندازه سهم بسته به جنسیت و وضعیت متفاوت بود. افرادی که سهمی دریافت می‌کردند باید مالیات زمین به میزان ۳–۵٪ برداشت را به دولت می پرداختن. فروش زمین و صدور آن به عنوان وثیقه ممنوع بود ولی اجاره دادن مجاز بود. اجاره ۲۰ درصد برداشت بود.